# Klinik Rastatt
Das Klinikum Mittelbaden Rastatt-Forbach, Klinik Rastatt, zuvor Kreiskrankenhaus Rastatt, ist ein Krankenhaus der medizinischen Grundversorgung in Rastatt, Baden-Württemberg, und verfügt über 260 Betten.

## Geschichte
Vorläufereinrichtungen des heutigen Krankenhauses Rastatt waren das „Gutleutehaus“ sowie die Rastatter Badstube.
Zu Beginn des 18. Jahrhunderts wurden Badestube und Hospital in eine Ortsstiftung umgewandelt. Dieses alte Hospital stand damals im Dörfel, der heutigen Josefstraße. Nachdem die vorhandenen Räumlichkeiten zu klein geworden waren, erwarb die Spitalstiftung das alte Rastatter Gasthaus „Zum Rebstock“ (Josefshaus) neben dem alten Hospital.
Erst am 1. Oktober 1853 wurde das heute noch nach verschiedenen Um- und Anbauten als Krankenhaus dienende Gebäude vonseiten der Spitalstiftung durch Tausch mit dem bis dahin genutzten Spitalgebäude (Josefshaus) erworben. Obwohl in den Jahren 1883/84 eine Erweiterung des Hauses durch die Aufstockung von Zimmern über dem Haupteingang des Spitals erfolgte, war es 1897 bereits wieder zu klein. Nach ausführlichen Beratungen wurde der Anbau eines Bettenhauses beschlossen.
Auf dem ehemaligen Patientenfriedhof  wurde 1899 ein  Denkmal für die 19 nach Standgerichtsurteilen 1849 zwischen 7. August und 20. Oktober hier erschossenen deutschen / badischen Revolutionäre von 1848 errichtet. Dessen Kopfzeile lautet: Ruhestätte der im Jahr 1849 in Rastatt standrechtlich erschossenen FreiheitsKämpfer.
Im Jahr 1904 waren die Umbauarbeiten an der Klinik beendet. Durch die Errichtung des Bettenbaus wurde die Zahl der Krankenbetten auf 100 erhöht. Auf Grund der ständig wachsenden Zahl der aufgenommenen Kranken hatte das
Bürgerspital Rastatt schon um 1920 wieder mit Raumnot zu kämpfen. Deshalb wurde vom Rastatter Bürgerausschuss 1920 die Errichtung einer bis dahin fehlenden Entbindungsanstalt beschlossen, die 1921 in den vorhandenen Räumen des Bürgerspitals errichtet wurde. Im März 1923 konnte das langersehnte Wöchnerinnenheim durch den Erwerb des ehemaligen Isolierspitals der Garnison in der Engelstraße 37 neben dem Bürgerspital mit 18 Betten errichtet werden. Im Zuge der geplanten Erweiterung des Städtischen Bürgerspitals musste auch die notwendige Erweiterung des Wöchnerinnenheims im August 1927 in Angriff genommen werden. Es wurde ein den damaligen Anforderungen entsprechendes Wöchnerinnenheim mit Frauenklinik geschaffen, in dem 16 Zimmer mit insgesamt 40 Betten zur Verfügung standen. Nach Beendigung der Umbauarbeiten am Wöchnerinnenheim im Sommer 1929 stieg damit die Bettenkapazität des Bürgerspitals von 110 auf 150.
Zum 1. April 1937 wurde der Bürgerspitalfonds aufgelöst und das Spital ging mit sämtlichen Rechten und Pflichten auf die Stadt Rastatt über und führte von diesem Zeitpunkt an die Bezeichnung „Städtisches Krankenhaus“. Nach zweimaligen kriegsbedingten Schließungen des Krankenhauses (1939 und 1944) war der Zustand des im September 1945 freigegebenen Städtischen Krankenhauses unvorstellbar schlecht. Der Betrieb wurde jedoch sofort wieder aufgenommen.
In den fünfziger Jahren nahm die überörtliche Bedeutung des Städtischen Krankenhauses immer mehr zu; mit Wirkung vom 1. April 1959 ging das Kreiskrankenhaus Rastatt auf den Landkreis Rastatt über.
Am 1. September 1961 wurde mit dem Rohbau eines Betten- und Behandlungsbaues mit Anschluss an den ehemaligen Bettenbau begonnen. Die offizielle Einweihung des neuen Kreiskrankenhauses Rastatt fand am 26. November 1964 statt.
Im Dezember 1980 konnte – nach langen Verhandlungen und aufgrund des neuen Krankenhausfinanzierungsgesetzes – der dringend notwendig gewordene Erweiterungsbau eingeweiht werden. Weitere Ausbauten erfolgten in den 80er Jahren. Seit dem 1. Januar 2004 gehört das Kreiskrankenhaus Forbach zum Klinikverbund der Klinikum Mittelbaden gGmbH.

## Einrichtung
Zu den Fachabteilungen zählen:

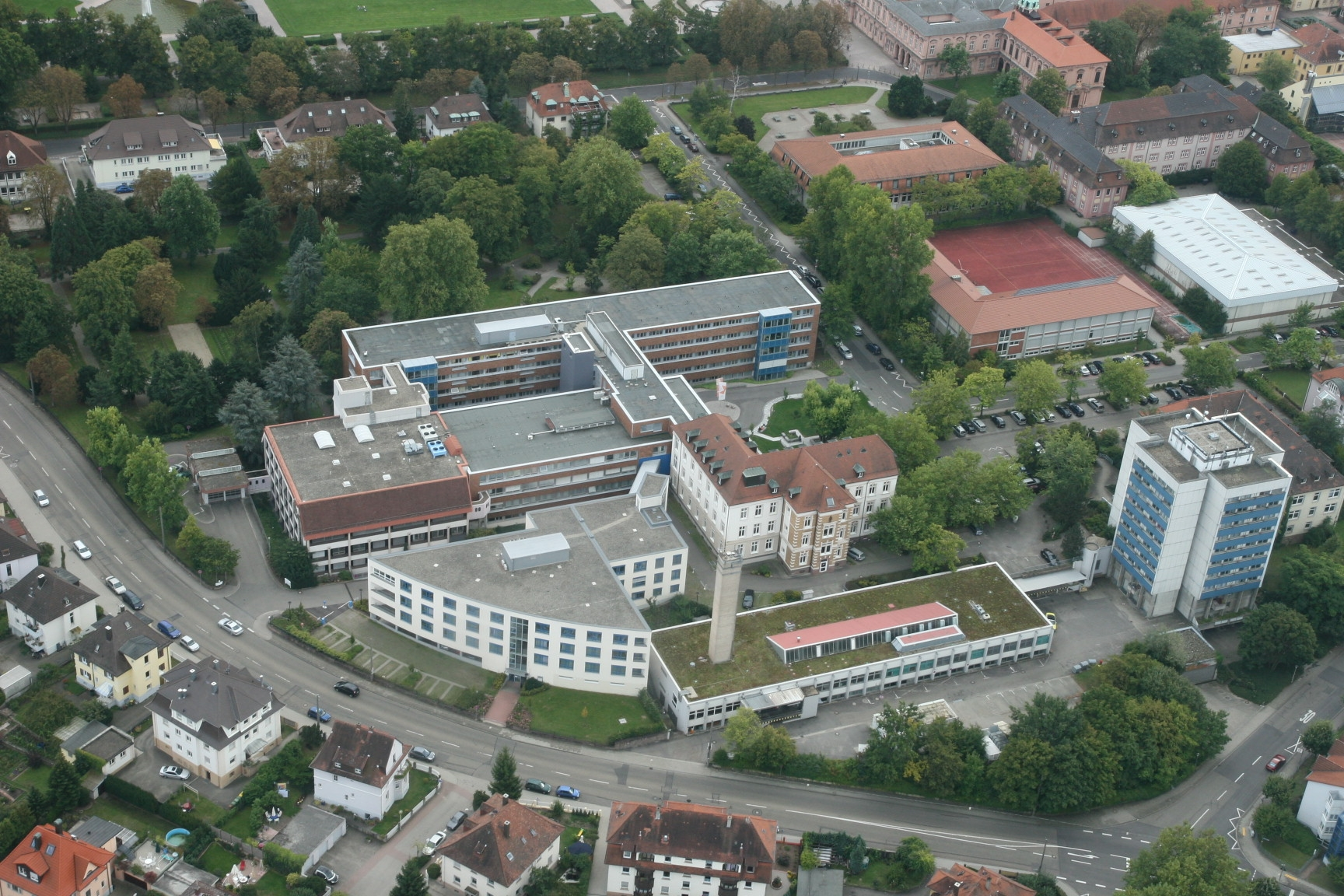
Luftbild des Krankenhauses Rastatt

- Institut für Diagnostische und Interventionelle Radiologie
- Klinik für Allgemeine Innere Medizin
- Klinik für Allgemein- und Viszeralchirurgie
- Klinik für Anästhesiologie und Intensivmedizin
- Klinik für Gefäßchirurgie
- Klinik für Kardiologie und Angiologie
- Klinik für Neurologie
- Klinik für Orthopädie und Unfallchirurgie

Im Zuge der Corona-Pandemie wurde der Kreißsaal Rastatt – laut Unternehmensangaben zunächst vorübergehend –  im März 2020 geschlossen, um dort Corona-Intensivbetten bereitstellen zu können. Im Dezember 2021 entschieden die Gremien (Aufsichtsrat, Kreistag Rastatt und Gemeinderat Baden-Baden) dann, die Geburtshilfe künftig nur noch im Klinikum Baden-Baden Balg anzubieten. Als Gründe wurden seitens der Geschäftsführung die größere Patientensicherheit (in Baden-Baden befindet sich ein Perinatalzentrum Level 2), Personalmangel und finanzielle Einsparungen angeführt.